# Marfaux British Cemetery
Marfaux British Cemetery is een Britse militaire begraafplaats met gesneuvelden uit de Eerste Wereldoorlog gelegen in de Franse gemeente Marfaux (departement Marne). De begraafplaats ligt op een licht hellend terrein, 960 m ten zuidoosten van dorpscentrum. Ze werd ontworpen door Edwin Lutyens en wordt onderhouden door de Commonwealth War Graves Commission. De begraafplaats heeft een trapeziumvormig grondplan met een oppervlakte van 4.162 m² en is aan drie zijden omgeven door een lage natuurstenen muur. In de noordwestelijke (afgeronde) hoek staat het Cross of Sacrifice. De Stone of Remembrance staat op een verhoogd plateau aan de oostelijke zijkant van de begraafplaats.
In de oostelijke hoek staat een schuilhuisje waarin het Marfaux (New Zealand) Memorial is ondergebracht.
Er worden 1.129 doden herdacht waaronder 340 niet geïdentificeerde.
Grenzend aan de westelijke zijde van de begraafplaats ligt het Deutscher Soldatenfriedhof Marfaux.

## Geschiedenis
Marfaux werd in mei 1918 tijdens het Duitse lenteoffensief veroverd maar werd op 23 juli na zware  gevechten door de 51st (Highland), de 62nd (West Riding) Divisions en het New Zealand Cyclist Battalion heroverd.
De begraafplaats werd na de wapenstilstand aangelegd met verzamelde graven die afkomstig waren van opgeruimde kleinere begraafplaatsen en het omliggende slagveld. Deze begraafplaatsen waren: Baslieux Military Cemetery in Baslieux-lès-Fismes, Bois-d'Aulnay British Cemetery in Chaumuzy, Brouillet German Cemetery in Brouillet, Bussy-le-Chateau French Military Cemetery in Bussy-le-Château, Chalons-sur-Vesle French Military Cemetery in Châlons-sur-Vesle, Chamery Military Cemetery in Chamery, Cormicy French Military Cemetery in Cormicy, Courville Military Cemetery in Courville, Crugny Hospital Cemetery in Crugny, Prouilly Military Cemetery in Prouilly, Romain Military Cemetery in Romain, St. Gilles Military Cemetery in St. Gilles, Sapicourt French Military Cemetery in Courcelles-Sapicourt, Sermiers Communal Cemetery  Extension in Sermiers, Vaux-Varennes Military Cemeteryin Bouvancourt, Ventelay French Military Cemetery in Ventelay,  Ville-Dommange Military Cemetery in Ville-Dommange, Fismes German Cemetery in Fismes, Lagery Hospital Cemetery in Lagery, Nanteuil-la-Fosse Military Cemetery in Nanteuil-la-Fosse, Pevy German Cemetery in Pevy, Montigny-sur-Vesle Military Cemetery en Les Venteaux German Cemetery in Montigny-sur-Vesle, Cuitron British Cemetery, Marfaux Churchyard Extension, Moulin de l'Ardre British Cemetery, Pourcy British Cemeteries No.1 en No.2 in Marfaux.
Er liggen nu 1.115 Britten (waaronder 335 niet geïdentificeerde) en 15 Nieuw-Zeelanders (waaronder 5 niet geïdentificeerde) begraven. Voor 8 Britten werden Special Memorials opgericht omdat men aanneemt dat ze zich onder de naamloze graven bevinden. Twaalf anderen worden herdacht met een Duhallow Block omdat zij oorspronkelijk in andere begraafplaatsen lagen maar waar hun graven daar niet meer teruggevonden werden.

## Graven

### Onderscheiden militairen
- John Meikle, sergeant bij het 4th Bn Seaforth Highlanders werd onderscheiden met het Victoria Cross (VC) voor zijn actie op 20 juli 1918, waarbij hij slechts gewapend met een revolver en een stok een mitrailleursnest aanviel en kort daarna een tweede bestormde maar waarbij hij gewond raakte. Door zijn moedig optreden spoorde hij zijn manschappen aan om deze tweede mitrailleurpost uit te schakelen. Hij stierf die dag aan zijn verwondingen. Hij was ook nog drager van de Military Medal (MM).
- de kapiteins John Arthur Greenshields, Kenneth Walton Grigson, Geoffrey Lynn Thomas en Herbert Murray; luitenant F.M. McCallion en de onderluitenants Reynold Donkersley en Mervyn Gregory Randall werden onderscheiden met het Military Cross (MC). Kapitein Hewson Street ontving deze onderscheiding tweemaal (MC and Bar).
- de sergeanten James Mackenzie van de Royal Engineers en James Armstrong van de Durham Light Infantry werden onderscheiden met de Distinguished Conduct Medal en de Military Medal (DCM, MM).
- de compagnie sergeant-majoors James Bruce en G. Jones; sergeant F. Robinson; de korporaals A.D. Grant en G. Smithey en soldaat Henry E. Codling werden onderscheiden met de Distinguished Conduct Medal (DCM).
- verder ontvingen nog 22 militairen de Military Medal (MM).

### Alias
- soldaat James R. Rundle diende onder het alias J.R. Graham bij de Seaforth Highlanders.